# Cameron Payne
Cameron Payne (* 8. August 1994) ist ein US-amerikanischer Basketballspieler, der seit 2024 bei den New York Knicks in der National Basketball Association (NBA) unter Vertrag steht. Payne ist 1,85 Meter groß und läuft meist als Point Guard auf. Er spielte zwei Jahre für die Murray State Racers, bevor er im NBA-Draft 2015 an 14. Stelle von den Oklahoma City Thunder ausgewählt wurde.

## Schulzeit
Payne besuchte die Lausanne Collegiate School in Memphis (US-Bundesstaat Tennessee). Mit der Schulmannschaft gewann er den Meistertitel in der Spielklasse Tennessee 2A Private School.
Er wurde in der Talentbewertung von Rivals.com mit drei Sternen eingestuft. Letztendlich wurde er von Trainer William Small angeworben, um an der Murray State University zu spielen.

## NCAA
Payne erzielte als Freshman durchschnittlich 16,8 Punkte, 5,4 Assists, 3,6 Rebounds und 1,7 Steals pro Spiel. Aufgrund einer Verletzung von Zay Jackson kam er in seiner Freshman-Saison als Point Guard zum Einsatz. Am Ende der Saison wurde Payne in das All-OVC First Team berufen und von der Ohio Valley Conference zum Freshman des Jahres ernannt.
Als Sophomore wurde er zum Spieler des Jahres in der Ohio Valley Conference gekürt, nachdem er durchschnittlich 20,2 Punkte, 6 Assists, 3,7 Rebounds und 1,9 Steals pro Spiel erreichte. Payne entschied sich, sich nach seiner zweiten NCAA-Saison für das Draftverfahren der NBA anzumelden. Von 2013 bis 2015 bestritt Payne eine Gesamtzahl von 67 Spielen für Murray State und stand ausnahmslos in der Anfangsaufstellung. Im Durchschnitt erzielte er 18,4 Punkte und 5,7 Korbvorlagen.

## Professionelle Karriere
In Oklahoma City gelang ihm der Durchbruch in der NBA nicht, was unter anderem mit mehreren Verletzungen Paynes zusammenhing. Im Februar 2017 wurde er im Rahmen eines Tauschhandels an die Chicago Bulls abgegeben. Anfang Januar 2019 statteten ihn die Cleveland Cavaliers mit einem Vertrag für zehn Tage aus, Mitte desselben Monats wurde eine weitere solche Vereinbarung getroffen.
Im November 2019 wurde sein Wechsel in die Volksrepublik China vermeldet. Er bestritt zwei Spiele für die Mannschaft Shanxi Loongs. In der Saison 2019/20 stand er in Diensten der Texas Legends in der NBA-G-League und verbuchte 23,2 Punkte je Begegnung. Im Sommer 2020 gelang Payne die NBA-Rückkehr, er wurde von den Phoenix Suns verpflichtet. Er wurde ein wichtiger Bestandteil der Mannschaft und erreichte in der Saison 2019/20 erstmals einen zweistelligen Punkteschnitt in der NBA.
Im Juli 2023 gab Phoenix den Aufbauspieler an den NBA-Konkurrenten San Antonio Spurs ab, im Gegenzug übertrugen die Texaner den Phoenix Suns ein Auswahlrecht für das Draftverfahren 2024. Payne spielte nicht für San Antonio, sondern wurde noch vor dem Beginn des Spieljahres 2023/24 von den Milwaukee Bucks verpflichtet.
Im Februar 2024 wurde er an die Philadelphia 76ers abgegeben. Dort spielte er bis zum Ende der Saison 2023/24, dann wurden die New York Knicks Paynes nächster Arbeitgeber.

## Karriere-Statistiken

### NBA

#### Hauptrunde
| Saison  | Team                     | GP  | GS | MPG  | FG % | 3P % | FT % | RPG | APG | SPG | BPG | PPG  |
| ------- | ------------------------ | --- | -- | ---- | ---- | ---- | ---- | --- | --- | --- | --- | ---- |
| 2015–16 | Oklahoma                 | 57  | 1  | 12.2 | .410 | .324 | .792 | 1.5 | 1.9 | 0.6 | 0.1 | 5.0  |
| 2016–17 | Oklahoma / Chicago       | 31  | 0  | 14.9 | .332 | .314 | .625 | 1.5 | 1.8 | 0.5 | 0.1 | 5.2  |
| 2017–18 | Chicago                  | 25  | 14 | 23.3 | .405 | .385 | .750 | 2.8 | 4.5 | 1.0 | 0.4 | 8.8  |
| 2018–19 | Chicago / Cleveland      | 40  | 13 | 17.8 | .430 | .298 | .805 | 1.8 | 2.7 | 0.7 | 0.2 | 6.3  |
| 2019–20 | Phoenix                  | 8   | 0  | 22.9 | .485 | .517 | .857 | 3.9 | 3.0 | 1.0 | 0.3 | 10.9 |
| 2020–21 | Phoenix                  | 60  | 1  | 18.0 | .484 | .440 | .893 | 2.4 | 3.6 | 0.6 | 0.3 | 8.4  |
| 2021–22 | Phoenix                  | 58  | 12 | 22.0 | .409 | .336 | .843 | 3.0 | 4.9 | 0.7 | 0.3 | 10.8 |
| 2022–23 | Phoenix                  | 48  | 15 | 20.2 | .415 | .368 | .766 | 2.2 | 4.5 | 0.7 | 0.2 | 10.3 |
| 2023–24 | Milwaukee / Philadelphia | 78  | 10 | 16.7 | .432 | .390 | .866 | 1.5 | 2.6 | 0.5 | 0.1 | 7.4  |
| 2024–25 | New York                 | 72  | 5  | 15.1 | .401 | .363 | .907 | 1.4 | 2.8 | 0.5 | 0.2 | 6.9  |
| Gesamt  | Gesamt                   | 477 | 71 | 17.5 | .419 | .368 | .836 | 2.0 | 3.2 | 0.6 | 0.2 | 7.8  |

#### Play-offs
| Saison  | Team         | GP | GS | MPG  | FG % | 3P %  | FT % | RPG | APG | SPG | BPG | PPG |
| ------- | ------------ | -- | -- | ---- | ---- | ----- | ---- | --- | --- | --- | --- | --- |
| 2015–16 | Oklahoma     | 10 | 0  | 6.4  | .269 | .200  | .500 | 0.4 | 0.8 | 0.2 | 0.2 | 1.8 |
| 2016–17 | Chicago      | 1  | 0  | 4.0  | .500 | 1.000 | —    | 1.0 | 0.0 | 0.0 | 0.0 | 3.0 |
| 2020–21 | Phoenix      | 22 | 2  | 19.0 | .425 | .362  | .889 | 2.5 | 3.2 | 0.8 | 0.5 | 9.3 |
| 2021–22 | Phoenix      | 13 | 0  | 13.2 | .297 | .167  | .883 | 1.5 | 2.1 | 0.5 | 0.1 | 4.2 |
| 2022–23 | Phoenix      | 7  | 4  | 21.7 | .479 | .407  | .000 | 2.0 | 2.9 | 0.4 | 0.3 | 8.1 |
| 2023–24 | Philadelphia | 5  | 0  | 12.2 | .400 | .444  | —    | 1.2 | 1.4 | 0.2 | 0.8 | 5.6 |
| 2024–25 | New York     | 14 | 0  | 7.3  | .324 | .238  | .333 | 0.6 | 0.6 | 0.4 | 0.1 | 2.1 |
| Gesamt  | Gesamt       | 72 | 6  | 13.5 | .388 | .324  | .706 | 1.5 | 2.0 | 0.5 | 0.3 | 5.5 |